# ینس مولر
ینس مولر (انگلیسی: Jens Müller؛ زادهٔ ۶ ژوئیهٔ ۱۹۶۵) لژسوار اهل آلمان بود.